# Jentink-Ducker
Der Jentink-Ducker (Cephalophus jentinki) ist eine Duckerart, die im westlichen Afrika lebt. Sie wurde als eines der letzten größeren Säugetiere Afrikas erst Ende des 19. Jahrhunderts entdeckt und ist in ihrem Bestand gefährdet.

## Aussehen
Der Jentink-Ducker erreicht eine Körperhöhe von 80 cm und eine Kopf-Rumpf-Länge von 130 bis 135 cm, die Schwanzlänge beträgt 10 bis 15 cm. Das Gewicht der Einzeltiere beläuft sich auf etwa 56,5 bis 79,4 kg. Die typischen Hörner sind vergleichsweise groß für Ducker und schwarz gefärbt, wobei sie nach hinten biegen und eine glatte Oberfläche aufweisen. Bei den Männchen können sie bis 17,5 cm, selten bis über 21 cm lang werden, die der Weibchen sind meist kürzer, was auch der einzige äußerlich sichtbare Geschlechtsunterschied ist. Der Kopf, der mit einem kleinen Scheitel versehen ist, und der Halsbereich der Tiere sind schwarz gefärbt, wobei das Fell recht kurzhaarig ist, die Lippen und der Nasenbereich sind weiß. Der übrige Körper ist grau gefärbt, die Innenseiten der Beine sind leicht heller. Am Bauch kommt aber zusätzlich noch ein dunklerer Längsstreifen vor. Im Bereich der Schultern, wo sich die schwarze und graue Haarfärbung trifft, tritt ein schmales weißes Band auf, dass den Körper vor den Vorderbeinen umkreist. Unter den Augen besitzen die Tiere längliche Drüsen. Die Zahnformel lautet I 0/3-C 0/1-P 3/3-M 3/3 (× 2), insgesamt also 32 Zähne.

## Vorkommen
Die Art kommt von Liberia bis zur Elfenbeinküste, unter anderem im Gola-Regenwald-Nationalpark in Sierra Leone vor, allerdings ist ihr Lebensraum stark zersplittert. Die östliche Grenze stellt der Fluss Niouniourou dar. Sie bewohnt Tieflandregenwälder und Sekundärwälder, die ein geschlossenes Kronendach aufweisen, kommt aber auch in Sekundärwäldern und auf Ackerland in unmittelbarer Nähe zu Waldinseln vor. Erforderlich sind das Vorhandensein verschiedener Arten fruchttragender Bäume als Nahrungsreserve und ausreichend Möglichkeit zum Unterschlupf wie Totholz oder Brettwurzeln großer Bäume.

## Lebensweise
Die Tiere sind nacht- und dämmerungsaktive Einzelgänger, die Artgenossen nur während der Paarungszeit dulden; allerdings gibt es auch Sichtungen von Paaren. Zudem leben sie territorial und markieren die Reviere mit einem Sekret, das aus Drüsen über ihren Augen heraustritt. Sie fressen vor allem Blätter, Triebe und Früchte verschiedenster Bäume. Hierzu gehören Bittereschengewächse wie Hannoa oder Maulbeergewächse wie Milicia. An Früchten werden vor allem jene von Tieghemella aus der Gruppe der Sapotengewächse, von Kolabäumen oder von Parinari aus der Gruppe der Goldpflaumengewächse bevorzugt. Da der Jentink-Ducker ein recht kräftiges Gebiss besitzt, kann er auch hartschalige Früchte verzehren. In der Regenzeit, wenn er gelegentlich in Farmland vordringt, ernährt er sich auch von Früchten kultivierter Palmenpflanzen. Ob der Jentink-Ducker auch wie andere Ducker-Arten Fleisch kleiner Säuger und Vögel frisst, ist aufgrund seiner versteckten Lebensweise unklar. Die Ruhezeit verbringen die Tiere häufig in ausgehöhlten Stämmen umgefallener Bäume. Wenn sie aufgeschreckt werden, rennen sie mit großer Geschwindigkeit davon, haben aber nur eine geringe Ausdauer. Zu ihren natürlichen Feinden zählen Leopard, Serval, Afrikanische Zibetkatze, Schakal, verschiedenste Greifvögel sowie größere Schlangen.

## Fortpflanzung
Während der Brunftzeit wirbt das Männchen um das Weibchen, indem es sie in den Rumpf beißt, wobei punktuelle Wunden entstehen können. Die Tragzeit ist unbekannt, die Geburt fällt Beobachtungen in Liberia zufolge meist in den Zeitraum zwischen März und Juni. Es wird immer nur ein Jungtier geboren, welches 3,3 bis 5,9 kg wiegt und einheitlich schwarz gefärbt ist mit einer schwächeren Färbung um die Lippen. Die Fellzeichnung ausgewachsener Tiere wird mit etwa einem Jahr erreicht. Die höchste Lebensdauer eines in Gefangenschaft lebenden Tieres betrug 21 Jahre.

## Gefährdung und Schutzmaßnahmen
Die Tiere sind als Trophäe und auch als Buschfleisch begehrt und werden deshalb übermäßig bejagt. Daneben wird ihr Lebensraum aufgrund der Ausweitung menschlicher Siedlungen und landwirtschaftlicher Flächen zerstört. Noch um das Jahr 1999 wurden etwa 3500 freilebende Tiere angenommen, im Jahr 2010 ging man von nicht mehr als 2000 Individuen aus. Deshalb stuft die IUCN diese Art in die Kategorie endangered (gefährdet) ein. Zum Schutz der Art wurden Schutzgebiete wie der Tai National Park und der Sapo National Park eingerichtet.